# Francesco Sansovino

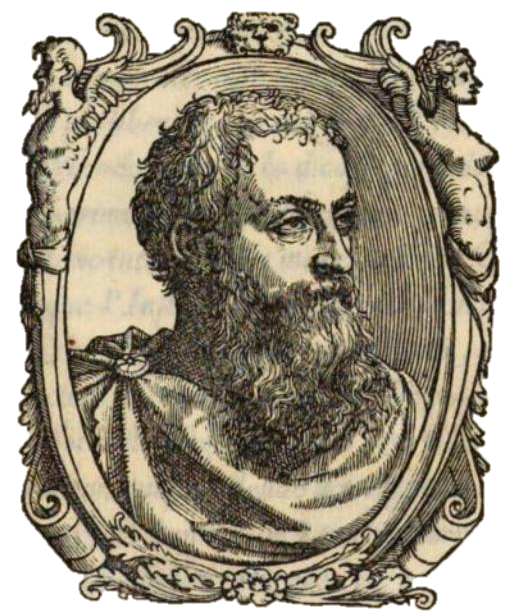
Grabado con su retrato, ilustración de Institutioni imperiali, 1552.

Francesco Tatti da Sansovino (Roma, 1521 - Venecia, 1586) fue un escritor italiano de época manierista. Formó parte del movimiento literario de los "polígrafos", en torno a Andrea Calmo (Ludovico Dolce, Girolamo Ruscelli), que pretendían imponer un estilo moderno de escritura. También fue editor.
Era hijo del arquitecto veneciano Jacopo Sansovino. En 1527 huyó con su padre del saco de Roma, estableciéndose en Venecia. Estudió en la Universidad de Padua y la Universidad de Bolonia. Se convirtió en un erudito e historiador, que analizaba las obras de Dante y Boccaccio. Obtuvo gran fama por su Venezia Descritta. Compuso también una colección de novelas titulada Cento novelle scelte da' più nobili scrittori della lingua volgare (1561), cuya traducción al castellano parece que se compuso, aunque no se sabe si se llegó a publicar pues no quedan ejemplares hoy día. Además, una de las novelas de Sansovino al castellano, la novella 10 de la VII jornada en la edición de 1603 (que reproduce la 2ª novela de la I jornada de Il pecorone de Ser Giovanni Fiorentino) se encuentra, también como segunda de la primera jornada, en la traducción de las Hecatommithi de Giovan Battista Giraldi Cinthio que hizo Luis Gaitán de Vozmediano (Toledo,1590).
No debe confundirse con Francesco de Tatti, un pintor activo en Varese de 1512 a 1520.

## Obras

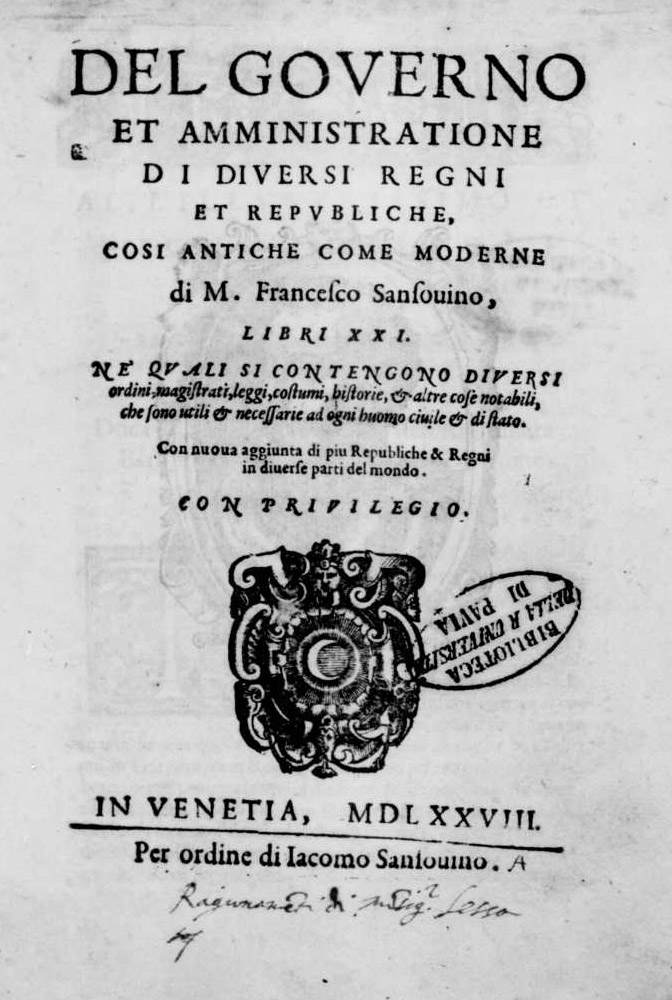
Del governo dei regni e delle repubbliche così antiche come moderne, 1578

- Della materia medicinale, Venise,  Giovanni Andrea Valvassori, 1562.
- Del governo e amministrazione di diversi regni e republiche (1562)
  - Del governo dei regni e delle repubbliche così antiche come moderne (en italiano). Venise: Giovanni Antonio Bertano. 1578.
- Historiale universale dell' origine et imperio de’ Turchi (...) (1568)
- Cento novelle scelte da' più nobili scrittori della lingua volgare (1561)
- Concetti politici  (1578)
- Le antichità di Beroso Caldeo Sacerdote. Et d'altri scrittori, così Hebrei, come Greci et Latini, che trattano delle stesse materie (1583)
- Venetia citta nobilissima et singolare, Descritta in XIIII. Libri
- Origini e fatti delle famiglie illustri d'Italia
- Orazioni volgarmente scritte da molti uomini illustri dei tempi nostri
- Secretario o Trattato in sette libri sull'arte di scrivere lettere "acconciatamente et con arte in qual si voglia soggetto